# Höheres Kommando Eifel
Het Duitse Höheres Kommando Eifel (Nederlands: Hoger Korps Commando Eifel) was een soort Duits Legerkorps van de Wehrmacht tijdens de Tweede Wereldoorlog. 

## Krijgsgeschiedenis

### Oprichting
Het Höheres Kommando Eifel werd opgericht in september 1944 door het omdopen van de Kommandeurs der Befestigungen Eifel.

### Inzet en einde
Het Höh.Kdo. was verantwoordelijk voor verdedigingswerken achter het front.
Höheres Kommando Eifel werd in februari 1945 omgedoopt in Höheres Kommando B.

## Bovenliggende bevelslagen
| Leger | Legergroep | Plaats/regio | Begin          | Eind          |
| ----- | ---------- | ------------ | -------------- | ------------- |
|       | ??         | Eifel        | september 1944 | februari 1945 |

## Commandanten
| Rang                   | Naam         | Begin             | Eind          |
| ---------------------- | ------------ | ----------------- | ------------- |
| General der Artillerie | Herbert Loch | 28 september 1944 | februari 1945 |